# Marjorie Croke
Marjorie Croke (* 1950 oder 1951 als Marjorie Burke) ist eine ehemalige irische Squashspielerin.

## Karriere
Marjorie Croke war in den 1980er- und 1990er-Jahren auf der WSA World Tour aktiv. Mit der irischen Nationalmannschaft nahm sie 1983, 1985, 1987, 1989 und 1990 an der Weltmeisterschaft teil, zudem stand sie mehrfach im Kader bei Europameisterschaften. Von 1982 bis 1988 belegte sie sieben Jahre in Folge mit der Mannschaft bei den Europameisterschaften jeweils den zweiten Platz.
Zwischen 1981 und 1990 stand Croke fünfmal im Hauptfeld bei Weltmeisterschaften im Einzel und erzielte dabei 1987 ihr bestes Resultat mit dem Einzug in die dritte Runde. In dieser unterlag sie Martine Le Moignan in drei Sätzen.

## Erfolge
- Vizeeuropameisterin mit der Mannschaft: 1982–1988